# Paidikion
Il Paidikion è un manoscritto letterario di 570 pagine, di tema pederastico, scritto attorno al 1917 da Kenneth Searight, autore della lingua ausiliaria internazionale sona.
Il lavoro, scritto in inglese, è una collezione di pezzi erotici in prosa e in versi, tra cui una autobiografia poetica sessuale dell'autore, di 137 pagine, intitolata The Furnace. In una sezione intitolata Paidiology, l'autore comprende un elenco di 129 ragazzi con cui ha avuto rapporti sessuali tra 1897 e 1917, fornendo dettagli come nome, età e razza di ciascuno, la natura dell'atto sessuale eseguita, data e luogo di ogni incontro (il manoscritto rivela che ha avuto rapporti, oltre che nel Regno Unito, in Italia, Egitto e India), il numero di orgasmi che ha avuto e altre informazioni. L'età media dei ragazzi è di 15 anni.
Il frontespizio mostra l'immagine di un giovane in toga e sandali, fotografato da Vincenzo Galdi. Altre fotografie ritraggono ragazzi nudi seduti in sedie, reclinati in divani e in piedi in posizioni suggestive, e sono chiaramente ispirate da Wilhelm von Gloeden e altri artisti specializzati in fotografia erotica di adolescenti; infatti una delle immagini è una fotografia presa da Gloeden.
Il libro non è mai stato pubblicato e scomparve. Nel 1966 Toby Hammond, uno scrittore britannico che ha pubblicato uno studio di 9 pagine sul manoscritto per lo International Journal of Greek Love, dal titolo "Paidikion: a paiderastic manuscript", ha dichiarato di averlo visto "in una collezione privata a Londra, il cui proprietario l'aveva acquistato per una somma considerevole di denaro da un libraio che, presumibilmente, aveva pagato mezza corona per lui". Non si conosce cosa sia successo in seguito al manoscritto.